# Fiódor Sólntsev

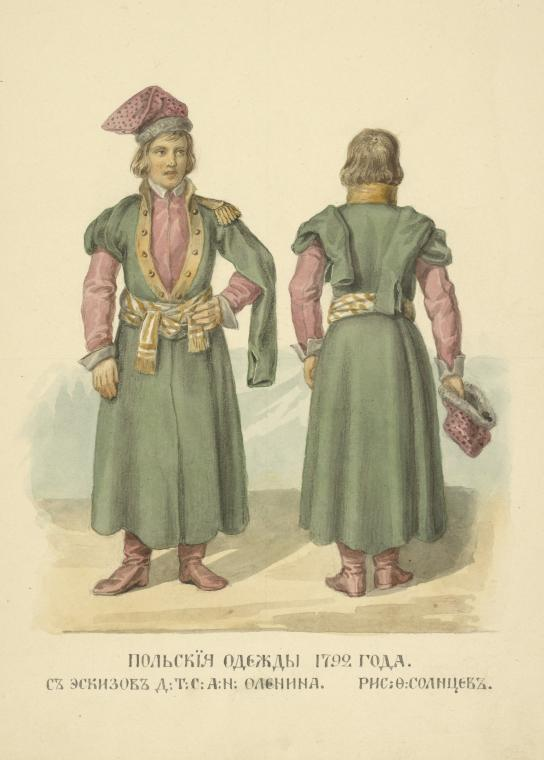
Dibujo de Solntsev de un vestido tradicional polaco.

Fiódor Grigórievich Sólntsev (en ruso: Фёдор Григо́рьевич Со́лнцев, 26 de abril de 1801-15 de marzo de 1892) fue un pintor e historiador del arte ruso. Su obra de arte fue una contribución importante en el registro y la preservación de la cultura rusa medieval, que era un tema común de sus pinturas. Fue el autor principal de la obra fundamental Antigüedades del Estado Ruso, el principal decorador de interiores del Gran Palacio del Kremlin en Moscú. Descubrió y restauró mosaicos y frescos de la Catedral de Santa Sofía y la Catedral de la Dormición de Kiev Pechersk Lavra en Kiev, y de la Catedral de San Demetrio en Vladimir.
Fiódor Sólntsev, junto con el metropolitano Philaret y el archimandrita Photius, son considerados los fundadores del canon de la pintura de íconos rusos modernos que sintetizan las antiguas tradiciones rusas, los esfuerzos posteriores a Pedro I y los descubrimientos del arte moderno.

## Biografía
Fiódor Sólntsev nació en Verjne-Nikúlskoie, un pueblo cerca de Rýbinsk en la gobernación de Yaroslavl (hoy óblast de Yaroslavl). Sus padres eran siervos del conde Iván Alekséievich Musin-Pushkin. Su padre, Grigori Konstantínovich Sólntsev, trabajaba como asistente de taquilla para los teatros imperiales de San Petersburgo y viajaba al pueblo con muy poca frecuencia, mientras que su madre, Elizaveta Frolovna Sólntseva, era campesina, por lo que vivió toda su vida en el pueblo. Fiódor pasó los primeros años de su vida con su madre y sus hermanos. Después de descubrir su habilidad artística, su maestro liberó a la familia Sólntsev, lo que le permitió a Fiódor ingresar a la Academia Imperial de las Artes en San Petersburgo en 1815 y se convirtió en alumno de Alekséi Yegórov y Stepán Schukin. Más tarde, el hermano menor de Fiódor, Yegor Sólntsev, también se graduó de la Academia Imperial de Arte y se convirtió en un pintor notable.
Fiódor se graduó de la Academia en 1824 y recibió una «Medalla de oro menor» por su pintura Una familia campesina. En 1827 recibió la «Medalla de Oro Mayor» de la Academia por su pintura Tributo a César. En 1836, se convirtió en miembro de la Academia Imperial de las Artes por su obra Reunión del Gran Duque Sviatoslav I con Juan de Tzimiskes. En 1876, Sólntsev fue nombrado profesor de la Academia.
El trabajo de Fiódor Sólntsev fue apoyado por el presidente de la Academia Imperial de las Artes Alekséi Olenin y el emperador Nicolás I. El Emperador encargó a Sólntsev que decorara cenas y embelleciera sus apartamentos privados en el Kremlin. A lo largo de su vida, Sólntsev trabajó en la restauración de muchos edificios del Kremlin de Moscú, incluido el Gran Palacio del Kremlin y la Armería del Kremlin. Pintó la Catedral de Cristo Salvador y otras iglesias en Moscú. Solntsev también trabajó en Kiev con la restauración y descripción de artefactos de Monasterio de las Cuevas de Kiev; allí, pintó los interiores de la Catedral 
Krestovozdvízhenskaya. Olenin encargó a Sólntsev que describiera artefactos arqueológicos e históricos del estado ruso. Sólntsev comenzó a trabajar en 1830. Hizo más de 3000 dibujos muy detallados de diferentes artefactos, incluido el registro de todas las riquezas del Kremlin; setecientos de esos dibujos formaron el núcleo de las publicaciones de seis volúmenes tituladas Antigüedades del Estado Ruso. La enciclopedia se publicó después de la muerte de Olenin utilizando los fondos proporcionados por Nicolás I. Sólntsev también proporcionó una crónica detallada del estilo ruso antiguo en su libro Vestimenta de Rusia.
Fiódor Sólntsev murió el 3 de marzo de 1892 y fue enterrado en el cementerio de Vólkovo en San Petersburgo.